# 防波堤

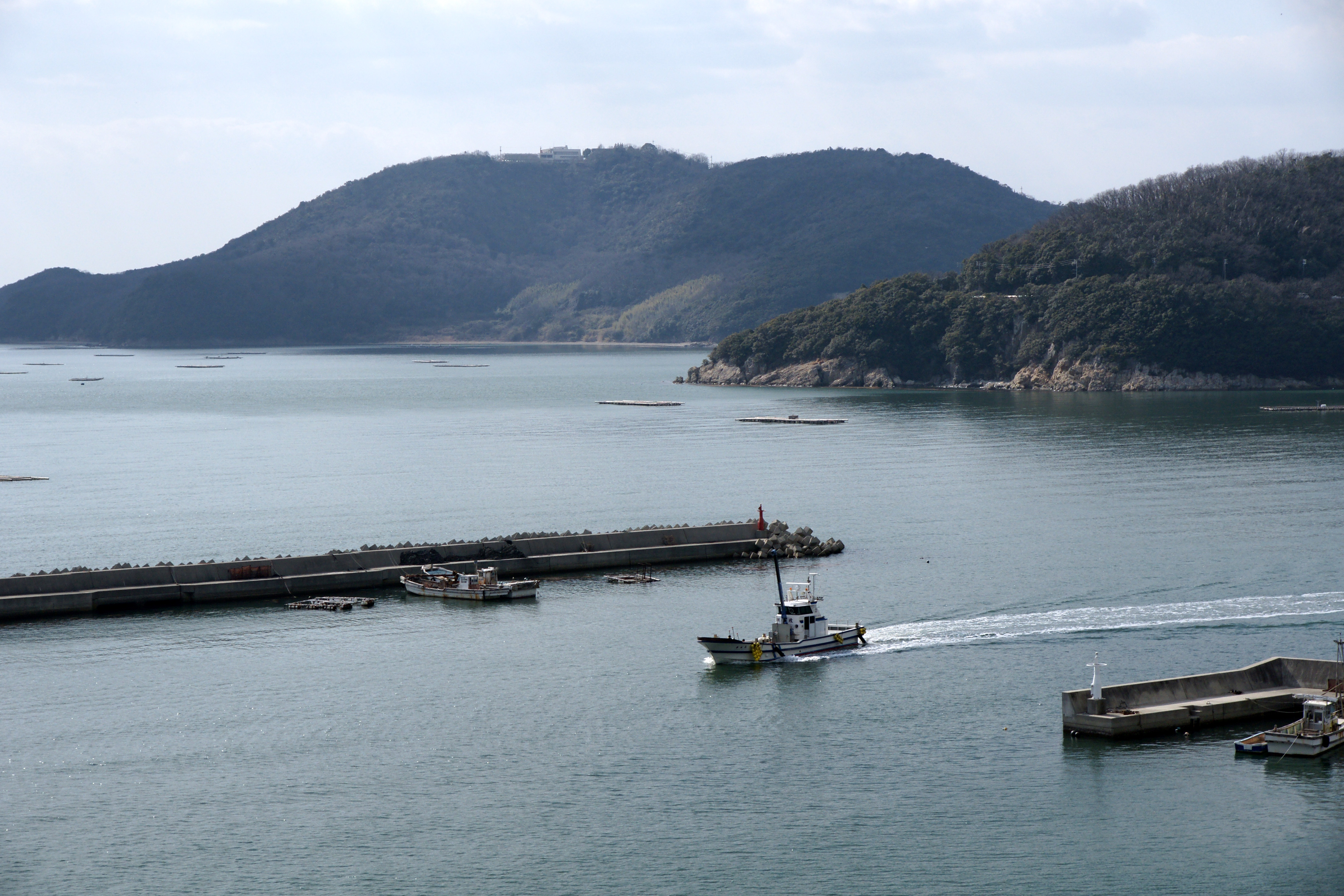
港を守るよう海中に設置された防波堤（室津、日本）

防波堤（ぼうはてい）は、外洋から打ち寄せる波を防ぐために海中に設置された構造物である。その目的は、波浪から港湾の内部を安静に保つことや、津波や高潮の被害から陸域を守ること、あるいは海岸の侵食を防ぐことなどである。堤防と同様に細長い形状を持ち、港湾を守るように陸域から海中に向かって、または海中に築造されている。
日本語の「防波堤」は、厳密には、上述のとおり港湾を守るための堤または津波を防御する堤を指す。一方、英語の「breakwater」は、港湾だけでなく海岸を守る堤をも指す。日本語では、海岸を守る堤は離岸堤、消波堤と呼び、防波堤とは異なる機能・構造を持つ。しかし、一般的には英語と同様、海岸を守る離岸堤・消波堤も「防波堤」と呼称されることが多い。
本項では、離岸堤・消波堤を除く、港湾を防御する防波堤について解説する。

## 歴史

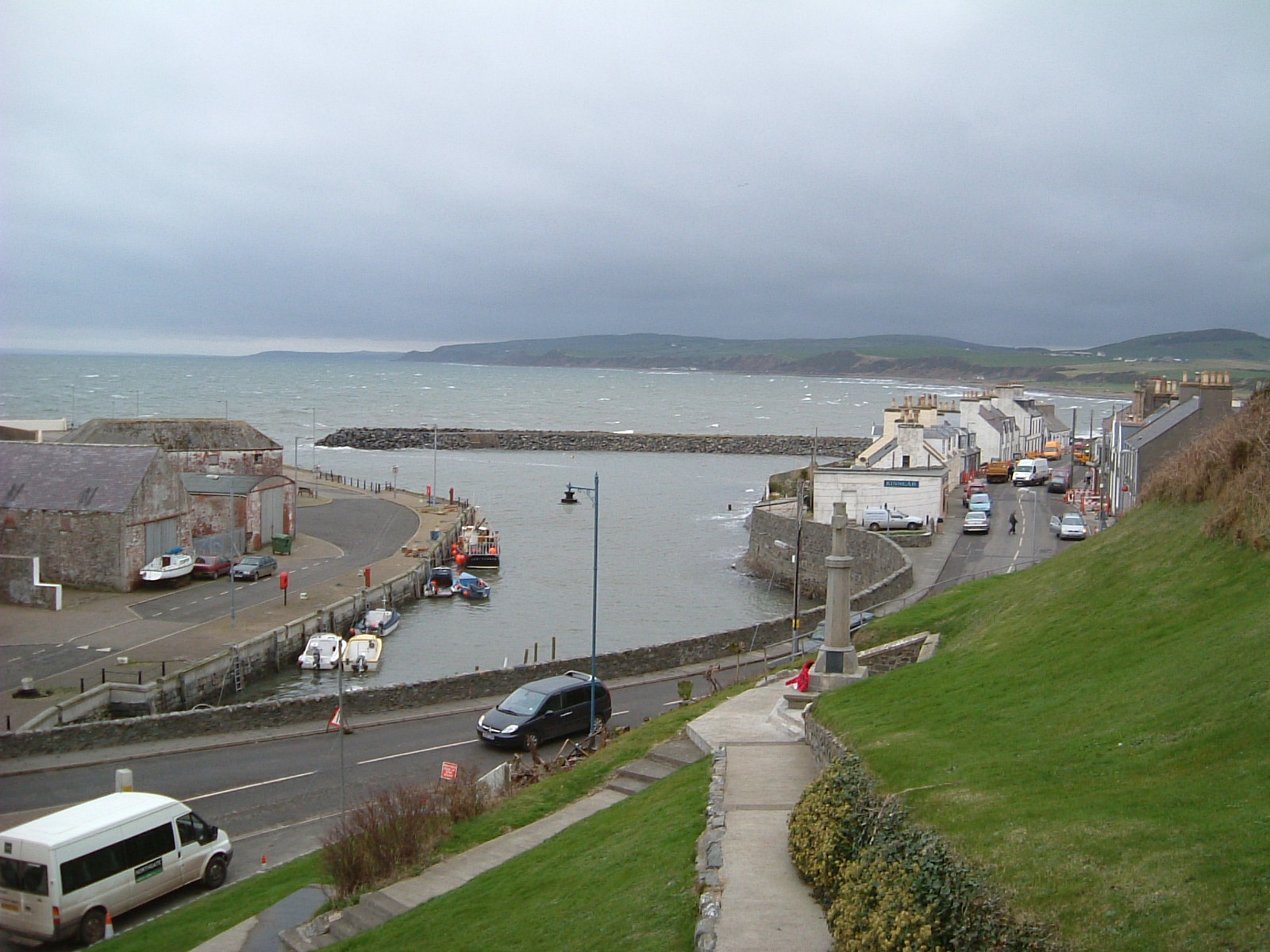
ウィリアム港の防波堤（スコットランド南西部）

船舶が停泊する港湾は、波浪の穏やかな場所が求められたが、古い時期は内海や入り江、岬の背後岸、前方を島に囲まれた海岸など、波浪の少ない自然条件が備わった場所に港湾が設定されていた。
そのうち、海上交易の発展に伴って船舶が大型化すると、自然条件に左右されない港湾の立地が求められるようになった。古くから海上交通が発達していた地中海では、早くもローマ帝国期に港湾を守るための防波堤が築かれていた。皇帝セプティミウス・セウェルスがリビアのレプティス・マグナの港に建設した防波堤は、石材が整然と積み上げられており延長約500メートルにも及んだ。その他、ローマ近郊のオスティア港やパレスティナのセバストス港の防波堤は、コンクリート製の基部を持つなど非常に堅固に造られた。
ローマ期以降、防波堤の技術は停滞し、ながらく海中に石材を投下して防波堤を築く捨石（すていし）防波堤が造られる程度の状況が続いた。しかし、産業革命期に入ると、ヨーロッパで防波堤技術が急速な進歩を見せ、捨石基礎の上にコンクリート製の直立壁が置かれる近代的な混成堤が登場した。混成堤は、ヨーロッパから世界各地へ普及し、防波堤技術の主流となった。
直立壁式の混成堤は、従前と比べると高い堅固性をほこったが、それでも強波浪時にはしばしば崩壊しており、さらなる改善が求められるようになった。防波堤技術が再度急速な進展を見せたのは、第二次世界大戦前後のアメリカにおいてである。ロバート・Y・ハドソンを中心とする米陸軍局工兵隊水路試験所は、水理模型実験を通じて安定した防波堤建設につながる技術を開発した。大戦後は、直立壁に代わってケーソン（コンクリート・鋼製の箱形構造物）を設置したケーソン混成堤が防波堤の主流となっていった。（日本でのケーソン（コンクリートの箱）を沈めてつくる本格的な防波堤工事は、大正８年（１９１９年）の鮫港修築工事が最初である。）
防波堤の安定性は非常に高くなったが、波浪の持つ巨大なエネルギーの前では防波堤が崩壊する危険性は、僅かとはいえ存在しており、より高い安定性への追求が続けられた。1960年代のカナダで導入された防波堤には、ケーソンに海水が通過できる穴が開けられており（消波ケーソン）、波浪エネルギーの制御に大きな成果を挙げ世界各地の強波浪地域で採用されている。1970年代に日本で開発された半円形ケーソン防波堤も非常に高い安定性を示し、中国などで導入されている。その他、波浪に関する研究も進み、波浪のエネルギーを効率的に分散する様々な防波堤が研究・開発されている。さらには海底に水を注入して液状化させることにより、波浪を抑制する技術も研究されている（構造物によらない「見えない防波堤」）。

## 種類・構造

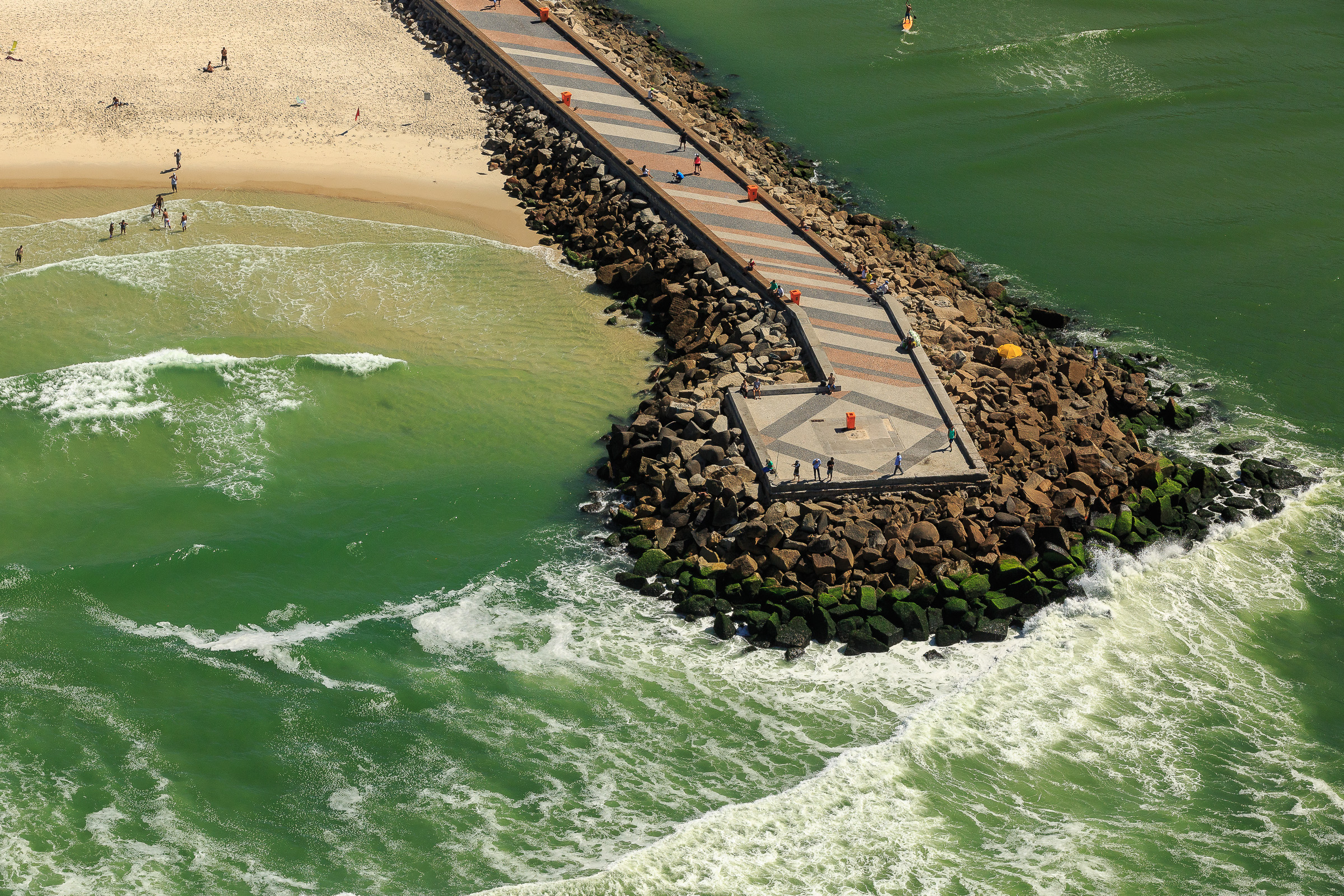

海の波力は非常に大きく、防波堤の無い状態では，波のエネルギーが全て岸に打ち寄せることになる。そこで防波堤を設置することにより，岸に打ち寄せる波のエネルギーを弱め，水害の発生を抑えることができる。古くより防波堤が波浪によって破壊される例は枚挙にいとまがないほどであり、防波堤の歴史は波浪との戦いの歴史でもあった。近代的な防波堤技術が開発されてから、防波堤が波浪に破壊されることは少なくなったが、安定性の高いケーソン式防波堤であっても波力によってケーソンが移動ないし崩壊する事例が発生しており、2011年に発生した東日本大震災では、釜石市の沖合いに2008年に建設された釜石港湾口防波堤が津波で破壊されている。
以下、防波堤の種類・構造を概観する。
傾斜堤
数メートル大の石材（捨石）やコンクリートブロックを海中へ投下し、台形上に成型したものをいう。台形斜面が波力を散逸させる。伝統的な防波堤の形態であるが、現代でも石材が多く産出する地域や波浪があまり強くなく水深の浅い港湾などで採用されている。
捨石によるものを捨石式傾斜堤、コンクリートブロックによるものを捨ブロック式傾斜堤と呼ぶ。
直立堤
前面が鉛直となっている堤体を直接海底に設置するものをいう。強固な海底地盤を必要とするため、設置箇所は限定される。
堤体がコンクリートブロックのものをコンクリートブロック式直立堤、ケーソンによるものをケーソン式直立堤という。
混成堤
台形上に成型された基礎捨石の上部に直立堤体を設置したものをいう。傾斜堤と直立堤を複合させた機能を持ち、安定性が高い。基礎部を大きくすれば傾斜堤的な機能が強まり、直立堤部を大きくすれば直立堤的な機能が強まり、波力に応じて多様な対応をとることができる。
直立堤部によってコンクリートブロック式混成堤、ケーソン式混成堤などと呼ばれる。ケーソン式混成堤は、安定性の高さから例えば日本では防波堤の主流となっている。
消波ブロック被覆堤
堤体前面に消波ブロックを配置すると、受ける波力を著しく軽減することができる。傾斜堤・直立堤・混成堤にかかわらず、消波ブロックで覆った堤体を消波ブロック被覆堤と呼ぶ。
このほか、ケーソンの形状によって消波ケーソン堤（ケーソンに波浪を透過できる穴が開いており、堤体への波力を軽減し、波浪を沈静させることのできる堤体）、上部斜面ケーソン堤（ケーソンの上部が傾斜し、波力を抑制できる堤体）、半円形ケーソン堤（堤体に反射して起こる反射波を抑制できる堤体）、二重スリット型ケーソン堤（円形ケーソン内部に二重の空間を有することで高い消波機能を持つ堤体）などがあり、今も新たな堤体の開発に向けた研究が進展している。

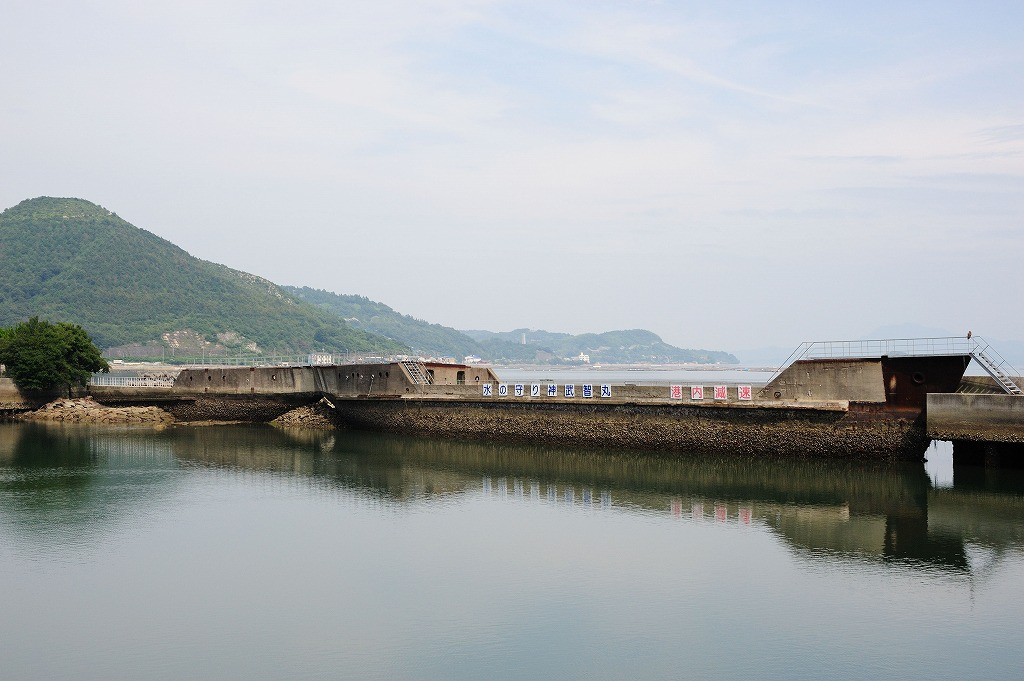
安浦漁港の第二武智丸(広島県呉市)

特殊な防波堤
福岡県北九州市には除籍された旧日本海軍の艦船（駆逐艦）を防波堤の基礎として用いている『軍艦防波堤』が存在する。合計三隻が基礎となり、内二隻は完全にコンクリートに埋没しているが、一隻は船体が露出している。長年風雨に晒され崩壊直前の状態だったが、近年補修され現在もその姿を止めている。
広島県呉市 安浦漁港にはコンクリート船、第二、第一武智丸が防波堤として利用されている。この船は1944年5月第二次大戦の鋼材不足を補うため、帝国海軍舞鶴海軍工廠の技術中佐であった林邦雄によって設計され、大阪の土木会社武智昭次郎によって兵庫県高砂市の塩田跡地の造船所にて建造されたもの。1944年から1945年に掛けて使用された後、1947年当時防波堤が無かった安浦漁港にて転用される。

## 遊漁の好適地
釣りでは釣り場や対象魚に特化して「堤防釣り」、「波止釣り」などのジャンルが確立されている。陸から延びる防波堤は他の釣り場に比べて足場が良いことや交通の便が良いこともあって、釣り入門者やファミリーフィッシングに多用される。また渡船などで渡ることのできる沖の防波堤は、より多くの回遊魚に遭遇できるため釣りの良場として知られる。
ただし、近年、津波対策の為に高層化する防波堤も増え、改修後は高さ10メートルを超えるものも現れるなどかなり高層化し、海に落下した場合の救助も困難な物も増えている。この為、過去には釣りを許可していたところでも、禁止区域になるケースが増えている。

## 次世代型防波堤
普段は海中に沈んでいる「直立浮上式津波防波堤」や、まだ机上計算での理論値だが津波の高さを1/10に減らせる「双胴型防波堤」、他「半円形防波堤（もしくは「半円形ケーソン防波堤」）」の研究が進められている。